# De Kuyper Royal Distillers
La De Kuyper Royal Distillers B.V. (in origine: Joh's de Kuyper & Zoon BV) è una distilleria olandese.

## Storia

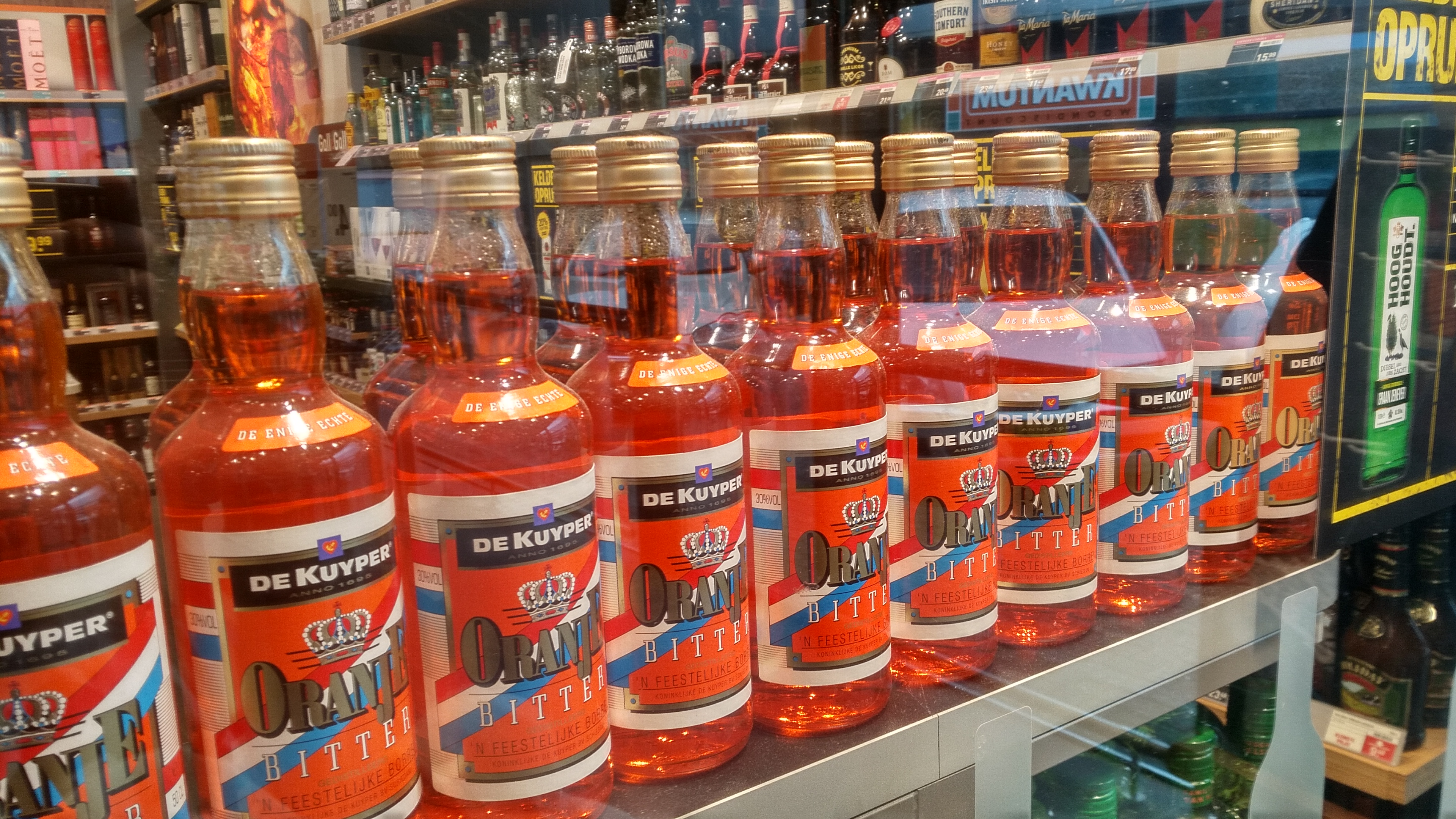
De Kuyper Oranje Bitter

L'azienda fu fondata nel 1695  da Petrus De Kuyper e sua moglie Anna Custers. È particolarmente famosa per i suoi liquori utilizzati nella preparazione di cocktail. L'azienda è attualmente sotto la guida di Bob de Kuyper.
Prima della fondazione della distilleria, l'attività di Petrus De Kuyper consisteva nella fabbricazione di botti per il trasporto di gin e birra olandese. Intorno al 1800, la De Kuyper si focalizzò sulle esportazioni in Gran Bretagna e le sue colonie tramite la compagnia londinese Matthew & Clark & Sons.
Nel 1894 le distillerie furono trasferite a Schiedam. L'inizio della distillazione di liquori iniziò negli anni 20 e produsse almeno 20 varietà di prodotti. Le vendite in Olanda cominciarono negli anni 20 e nel 1932 si espansero a Montréal, Canada e due anni dopo nel New Jersey, Stati Uniti.
Attualmente la produzione di alcolici copre una gamma molto vasta di prodotti, e il marchio è famoso per la grande varietà di creme e liquori che produce.
La De Kuyper celebrò il suo 300º anniversario nel 1995 e nello stesso anno ricevette anche il titolo "Royal".
De Kuyper esporta i suoi prodotti in oltre 100 nazioni per circa 50 milioni di bottiglie l'anno.